# Операция «Облачный столп»
Операция «Облачный столп» (ивр. מבצע עמוד ענן‎, «Аму́д Ана́н») — кодовое название израильской военной операции в секторе Газа, проводившейся с 14 по 21 ноября 2012 года.
Заявленная израильским правительством цель операции — «нанесение весомого удара» по военной инфраструктуре правящего в Газе исламского радикального движения ХАМАС, признанного рядом стран террористическим, и по «другим террористическим организациям, действующим в секторе Газа» и максимально возможное сокращение ракетных обстрелов территории Израиля. 
В ходе операции Армией обороны Израиля были проведены тысячи атак по военным целям в секторе Газа, в то же время из сектора Газа было выпущено не менее 1500 неуправляемых ракет по населённым пунктам на юге Израиля. Впервые были обстреляны города центра и востока Израиля, такие как Ришон-ле-Цион, Тель-Авив и Иерусалим. 
21 ноября 2012 года между представителями Израиля и ХАМАС в Египте было достигнуто соглашение о прекращении огня.  Реализация прекращения огня осуществлялась в течение недели с 21 ноября по 28 ноября 2012 года. 
Операция не включала вход наземных частей в сектор Газа и осуществлялась главным образом военно-воздушными силами, флотом, артиллерийским корпусом и другими подразделениями.

## Предшествующие события
С начала января по конец октября 2012 года более 500 ракет было выпущено по Израилю из сектора Газа. Из них 127 ракет было выпущено в ходе 48 обстрелов, осуществлённых в октябре. Пятеро мирных жителей получили ранения.
6 ноября был обстрелян израильский армейский патруль, следовавший вдоль границы с сектором Газа. Трое военнослужащих получили ранения в результате взрыва фугаса, заложенного боевиками. 8 ноября израильская армия совершила коротковременный рейд на территорию сектора. В ходе перестрелки между палестинскими боевиками и израильтянами огнём израильской армии был убит 13-летний палестинский подросток.
Утром 8 ноября палестинские боевики вновь открыли огонь по армейскому патрулю. Вечером того же дня в районе КПП «Кисуфим» в результате взрыва заминированного туннеля был ранен израильский военнослужащий. Ответственность за взрыв взяло на себя военное крыло ХАМАС, заявившее, что он является ответом за смерть подростка.
10 ноября палестинские боевики из вооружённого крыла Народного фронта освобождения Палестины (НФОП) подвергли гранатомётному обстрелу израильский военный джип, следовавший вдоль границы сектора Газа неподалёку от КПП «Нахаль-Оз». В результате обстрела были ранены четверо израильских военнослужащих. В ответ израильские военные нанесли несколько артиллерийских и воздушных ударов по целям в секторе Газа. Палестинские источники сообщили о не менее 5 погибших и 30 раненых. Согласно израильским источникам, шесть боевиков «Исламского джихада» было уничтожено. После ответных ударов ЦАХАЛа начались интенсивные ракетно-миномётные обстрелы израильской территории из сектора Газа. Вечером 10 ноября по Израилю было выпущено около 30 ракет. Командование израильской армии обратилось к жителям населённых пунктов, расположенных поблизости от сектора Газа, с просьбой не отходить от бомбоубежищ и укреплённых комнат, занятия в школах и детских садах были отменены.

## Цели операции
Министр обороны Израиля Эхуд Барак в ходе пресс-конференции (14 ноября) определил следующие цели:

А. Повышение сдерживающего эффекта Государства Израиль в глазах террористических организаций, действующих в секторе Газа

Б. Нанесение весомого удара по структуре ведения ракетных обстрелов террористических организаций [в том числе и ракетных снарядов дальнего радиуса действия, угрожающих центральному району Государства Израиль]

В. Нанесение серьёзного удара по организации ХАМАС и по другим террористическим организациям, действующим в секторе Газа

Г. Сократить (насколько это возможно) атаки на тыловой эшелон Израиля («мы должны однозначно заявить — Израиль не станет терпеть ситуацию, в которой его граждане подвергаются непрерывным [ракетным] обстрелам»).— Операция «Облачный столб» – пресс-релиз № 1, Информационный центр изучения терроризма им. Меира Амита 

## Ход операции

### Первый день операции, 14 ноября
14 ноября в 16:00 в результате точечной ликвидации, проведённой ВВС Израиля, во время передвижения в своём автомобиле был уничтожен командующий военного крыла ХАМАС в Газе Ахмед Джабари. По данным военных, он нёс прямую ответственность за обстрелы и операции ХАМАС против израильских граждан.
16:30 В первый час после ликвидации Ахмеда Джабари ВВС уничтожило большинство ракет иранского производства Фаджр-5, которые способны поражать цели на расстоянии до 75 км и достигать центральных районов Израиля, а также свыше 20 подземных пусковых установок и прочие ракеты радиусом действия более 40 км.
16:40 Первый сигнал тревоги «Цева адом» на территории регионального совета Хоф-Ашкелон.
16:45 Палестинцы сообщают о покушении на командира «Бригады Рафиах» Раада Атаре, который избежал ликвидации.
17:00 Руководство ХАМАС заявило, что, уничтожив Ахмеда аль-Джабари, Израиль «открыл врата ада». ХАМАС угрожает «сжечь израильские города», в том числе Тель-Авив.
17:30 ЦАХАЛ начинает призыв резервистов и развёртывание дополнительных подразделений пехоты на юге перед возможным наземным наступлением в сектор Газа.
19:40 Президент Израиля Шимон Перес лично уведомил президента США Барака Обаму о ликвидации Ахмеда Джабари и начале операции «Облачный столп».
«Израиль не заинтересован в раздувании пламени, но уже пять дней подряд в Израиле рвутся ракеты. Родители и дети не могут спокойно спать ночью. Я был утром в Сдероте и видел своими глазами боль матерей и детей, и есть предел терпению Израиля»
20:00 В течение четырёх часов после ликвидации Ахмада аль-Джабари слышны сигналы тревоги во многих городах, в том числе — Беэр-Шеве, Офакиме и Ашдоде, выпущено больше 55 ракет, 16 из которых были сбиты системой ПРО «Железный купол». В Беэр-Шеве был нанесён ущерб магазинам и машинам, в Ашдоде и Эшколе падениями ракет были вызваны перебои в подаче электроэнергии.
Из-за обострения обстановки в сфере безопасности министр обороны Израиля Эхуд Барак объявил о введении «особого положения» в районах, находящихся на расстоянии 40 километров от сектора Газа. Такой статус предусматривает приостановку работы педагогических заведений, большинства госучреждений, а также промышленных предприятий.
20:20 Корабли ВМФ Израиля атакуют цели террористов в северной части сектора Газа.
21:30 В связи с ликвидацией Ахмеда Джабари Египет отзывает посла в Каир для консультаций.
22:00 Стрельба из сектора Газа продолжается без перерыва. Обстрел ведётся по Ашдоду, по региональным советам Шаар а-Негев и Эшколь, где десять ракет упало за 20 минут. Во всех случаях обошлось без жертв.
23:25 Впервые с начала операции звуки сирены слышны в Гедере и Ган-Явне.
23:30 На специальном заседании кабинета министров было утверждено решение призвать резервистов. Члены кабинета уполномочили премьера Биньямина Нетаньяху, министра обороны Эхуда Барака и главу МИД Авигдора Либермана на принятие любых решений, касающихся продолжения или прекращения военной операции. Тройка приняла решение продолжать операцию в секторе Газа.
00:00 Итоги конца дня — «Железным куполом» были перехвачены 27 ракет из 32. Всего 83 ракеты были выпущены из сектора Газа. В Израиле 14 человек в шоковом состоянии, один легко ранен осколком. В секторе Газа убиты 10 человек, в том числе Джабари.

### Второй день операции, 15 ноября
15 ноября около 9 часов утра по оперативному плану ЦАХАЛа атаке ВВС подвергнуты оружейные арсеналы ХАМАС на севере и юге сектора Газа. Атакованы также ракетные расчёты боевиков. Всего — 56 целей. Источник в Газе сообщает об 11 убитых, в основном боевиках ХАМАС. С 16 часов дня 14 ноября боевики выпустили по территории Израиля около 160 ракет. По другим источникам, в Газе в результате ударов израильской армии погибло 15 человек. Из них 5 боевиков и двое детей.
Трое израильтян: Аарон Смаджа 50 лет, Исаак Амсалем 25 лет и Мира Шарф 25 лет — погибли, шесть человек были ранены, и 10 человек впали в состояние шока в результате прямого попадания ракеты в жилой дом в городе Кирьят-Малахи утром этого дня. Среди раненых члены семьи погибшей Миры Шарф: муж и старший сын четырёх лет получили ранения от средней тяжести до тяжёлых, две дочери, полутора лет и 8 месяцев, ранены легко. Ещё двое взрослых получили лёгкие ранения.
Продолжается подготовка к наземной операции. Министерство обороны подало в правительство заявку на мобилизацию 30 тысяч резервистов.
43 иностранных дипломата, решившие покинуть сектор Газа, чей выезд через пограничный терминал «Эрез» был согласован с Израилем, были задержаны ХАМАС и возвращены обратно в Газу для осложнения действий израильской армии.

### Третий день операции, 16 ноября
В ночь с 15 на 16 ноября ЦАХАЛ подверг сектор Газа самому массированному ракетному огню за последние дни, в результате чего боеспособность ХАМАС существенно снизилась. За ночь Израиль выпустил по территории анклава 150 ракет, их целью стали пусковые установки, шахты и склады, на который хранились ракеты «среднего диапазона». Военно-воздушные силы Армии обороны Израиля нанесли также ракетные удары по зданию министерства внутренних дел ХАМАС в Газе. Зданию причинён значительный ущерб.
Из сектора Газа по израильской территории с полуночи до 6 утра были выпущены в общей сложности 11 ракет. Обстрелу подверглись израильские города Беэр-Шева и Ашкелон, а также районы Хоф Ашкелон, Сдот Негев и Эшколь.
Утром в пятницу, 16 ноября, начальник генштаба ЦАХАЛа генерал-лейтенант Бени Ганц подписал приказ о мобилизации 16 тысяч резервистов на случай начала наземной операции в секторе Газа. В первую очередь будут вызваны резервисты пехотных, танковых и инженерных подразделений. Эти резервисты сменят войска срочной службы, которые будут передислоцированы на юг в район сектора Газа.
Этим же утром в сектор Газа прибыл премьер-министр Египта Хишам Кандиль, на время визита которого израильские войска согласились приостановить огонь.
С 7 до 8 часов утра по Беэр-Шеве было выпущено 5 ракет, одна из них сбита «Железным куполом». Ещё 5 ракет разорвались на пустырях вблизи Офакима и Сдерота.
С 9 до 12 часов десятки ракет и миномётных снарядов разорвались в районах, прилегающих к сектору Газа. Палестинцы обстреляли Ашкелон, Ашдод, Кирьят-Малахи, Ган-Явне, районы Эшколь и Хоф Ашкелон. Несколько ракет были сбиты системой «Железный купол». Палестинцы обстреливали израильские города даже во время визита в Газу египетского премьер-министра, несмотря на временное прекращение огня со стороны Израиля. Хишам Кандиль сократил время своего пребывания в секторе Газа и досрочно вернулся на родину.
В 8 часов из сектора Газа было выпущено не менее 10 ракет в сторону Ашкелона, Офакима и округа Эшколь. 4 ракеты были сбиты «Железным куполом» над районом Хоф Ашкелон.
Вечером 16 ноября палестинцы из «Бригад Изз ад-Дина аль-Кассама» нанесли одиночные ракетные удары по городам Тель-Авив и Иерусалим. В тот же день министр обороны Израиля Эхуд Барак запросил разрешения правительства на мобилизацию 75 тысяч резервистов для проведения операции в секторе Газа.
Tочечным ударом ВВС ЦАХАЛа ликвидирован командир военного крыла ХАМАС в центральном округе сектора Газа — Ахмад Абу-Джалиль. Он был убит в своём автомобиле. Вместе с ним убиты двое его братьев и ещё один человек.

### Четвёртый день операции, 17 ноября
C полуночи ЦАХАЛ нанёс более 200 ударов. 120 из них были нанесены по пусковым установкам и местам запуска ракет, 20 — по тоннелям палестинцев в районе Рафиаха.
По сообщениям пресс-службы ЦАХАЛа, ночью в Хан-Юнесе был убит ответственный за «ПВО» города Мухаммед Клаб.
Hачальник генерального штаба Бени Ганц дал указание усилить удары по сектору.
ВВС ЦАХАЛа уничтожили четыре узловых трансформатора на территории сектора Газа, в результате чего без электричества остались 400 000 человек. Повреждены здание полиции Газы и дом одного из высокопоставленных руководителей ХАМАС.
4-этажное здание правительства ХАМАС в городе Газа, в котором, в частности, находилась канцелярия главы правительства Исмаила Хании, было обстреляно рано утром. Здание полностью разрушено. Представители АОИ подчёркивают, что во время обстрела в здании не было людей. Обстрел здания привёл к детонации большого количества хранившихся в нём взрывчатых веществ. Кадры киносъёмки АОИ показывают вторичные взрывы после обстрела здания. Представители армии также утверждают, что здание использовалось для планирования террористических акций и что из него выходили группы боевиков, запускавших ракеты.
Утром в округе Эшколь трое военнослужащих ЦАХАЛа легко ранены в результате взрыва миномётного снаряда.

### Пятый день операции, 18 ноября
Согласно сведениям, предоставленным Армией обороны Израиля, в ночь на 18 ноября израильтяне поразили 70 целей в секторе Газа, удары наносились силами ВМС и ВВС Израиля.
Утром две ракеты упали в израильском городе Ашкелоне, два человека получили лёгкие ранения, нанесён материальный ущерб. Две ракеты фаджар были сбиты над Тель-Авивом. АОИ ответила обстрелами целей в секторе Газа, был нанесён удар по дому Исмаила Хании, в результате налёта два палестинца убиты и семь ранены.
18 ноября был ликвидирован ещё один из лидеров боевого крыла движения ХАМАС Яхьи Абии, отвечавший за поставки ракет и координацию обстрелов южной части Израиля. Абии погиб в результате ракетного удара израильской авиации по его дому.
Израильтяне нанесли удар по двум зданиям, где находились офисы информационных агентств и ТВ, как ХАМАС, так и иностранных — Sky News, Press TV, Kuwait TV и других. В ходе атаки пострадали 7 палестинских журналистов. По заявлению израильской армии, на крыше зданий располагалось оборудование связи ХАМАС. После атаки, в частности, стал недоступен сайт «Информационного центра» ХАМАС «palestine-info».
В ходе этой атаки израильской ракетой был разрушен офис телеканала Russia Today. Сотрудники, покинувшие здание за час до атаки, не пострадали. Планируется, что редакция российского телеканала переедет на пятый этаж здания, который почти не пострадал. По другим данным, офис не был разрушен полностью, а только пострадал.
Пресс-служба ЦАХАЛа предоставила видеозапись уничтожения мобильной ракетной установки (предположительно — для запуска ракет «Фаджар-5»), расположенной рядом с мечетью в жилом квартале Газы. При этом, мечети серьёзного ущерба причинено не было.
18 ноября Израиль через КПП Керем-Шалом отправил в сектор Газа 80 грузовиков с медикаментами и гуманитарными грузами и передал их представителям ХАМАС. В этот же день ХАМАС выпустил из Газы в Израиль 35 из 43 удерживаемых в качестве живого щита дипломатов различных стран. На пятый день операции Израиль принял 26 арабов из Газы вместе с их сопровождающими для прохождения лечения в израильских больницах. Также, несмотря на агрессию ХАМАС, Израиль продолжает поставлять в Газу электроэнергию и топливо.
По сообщению АОИ от 19 ноября, в 5-й день операции было зарегистрировано уменьшение обстрелов израильской территории на 40 % по сравнению с 4-м днём.

### Шестой день операции, 19 ноября
В ночь на 19 ноября ВВС Израиля поразили порядка 80 целей в секторе Газа, среди них 40 туннелей для контрабанды оружия из Египта в Газу, заряженные пусковые устройства, тренировочные лагеря боевиков, склады оружия. Среди прочих уничтожена подземная пусковая шахта, из которой за день до этого были выпущены ракеты по Кирьят-Малахи.
Самолёты ВВС также разбомбили футбольный стадион в городе Газа, с территории которого 17 ноября были выпущены ракеты дальнего радиуса действия по Тель-Авиву и Гуш-Эциону. Кроме того, по сообщению АОИ, на стадионе под слоем земли было спрятано большое количество оружия.
Утром из Газы по Ашкелону были выпущены четыре ракеты. Три из них были перехвачены системой «Железный купол», одна взорвалась на территории школы. Зданию нанесён ущерб, но поскольку учёба была отменена, никто не пострадал. Вечером из 5 выпущенных по Ашкелону ракет 4 были перехвачены, ещё одна — ударила в здание школы, пробив крышу.
За день в результате точечных ликвидаций были уничтожены 12 боевиков.
Министр внутренних дел Израиля Эли Ишай заявил, что операция «должна продолжиться и расшириться». Он также отметил: «Цель нашей операции — отправить Газу назад в средние века, только после этого Израиль будет спокоен в ближайшие 40 лет».

### Седьмой день операции, 20 ноября
В ночь на 20 ноября израильские ВВС атаковали 100 целей, среди них финансовый центр, контролируемый ХАМАС, дома высокопоставленных членов террористических организаций, тоннели для контрабанды оружия и 6 подземных пусковых установок. Утром израильский флот обстреливал расположения террористов на прибрежной линии центральной Газы, израильская артиллерия открыла огонь по подозрительным участкам в Газе.
Утром по югу Израиля из Газы было выпущено более 60 ракет. Наиболее тяжёлый удар пришёлся по Беэр-Шеве и пограничному переходу Керем-Шалом, который утром был открыт для доставки 120 грузовиков с гуманитарными грузами в Газу. Только 24 грузовика успели пройти до обстрела, остальные были остановлены, так как переход был закрыт военными АОИ для обеспечения безопасности работников и проходящих через переход. В Беэр-Шеве зарегистрированы прямые попадания в автомобиль, автобус и жилой дом. Пресс-секретарь АОИ сообщил, что ракетный огонь производился из густонаселённых районов севера сектора, а также из лагерей беженцев.
Офицер-резервист получил ранения от тяжёлых до средней степени тяжести от осколков в результате падения миномётного снаряда в региональном совете Эшколь. Ракета попала в торговый центр в Ашдоде, один человек получил лёгкие ранения.
На юге сектора Газа ВВС атаковали военный объект «Исламского джихада».
В результате атаки был убит Юнес Шлуф, активист этой организации, ответственный за запуск ракет по Эйлату несколько месяцев назад. ЦАХАЛ также нанёс удар по командиру ХАМАС в районе лагерей беженцев в центральной части сектора. В момент удара террорист Абу Дама находился в доме. Израильские СМИ сообщают, что его дом служил складом оружия.
Днём боевики из сектора Газа выпустили две ракеты по Иерусалиму, в котором в это время проходила встреча главы МИД Израиля Авигдора Либермана и генсека ООН Пан Ги Муна. Одна ракета упала на территории палестинской деревни, другая в Хевроне, никто не пострадал. Израиль ответил на это уничтожением пусковых установок и боевиков в Газе.
Вечером ВВС Израиля разбросали по приграничным районам сектора листовки, содержащие призыв покинуть эту территорию и вместе с вещами двигаться в к центру города Газа.
Солдат АОИ Йосеф Парток, 18 лет, житель ультраортодоксального поселения Иммануэль, погиб днём от взрыва ракеты в региональном совете Эшколь. В результате другого залпа ракет в этом же районе погиб Элиан Салем Ид Аль-Наббари из района деревни Аль-Аракиб в Негеве, строительный рабочий министерства обороны, а двое других рабочих были ранены.
Вечером в результате прямого попадания ракеты «Фаджар», выпущенной ХАМАС из сектора Газа, в жилой дом в Ришон-ле-Ционе были легко ранены два человека, ещё 4 человека оказались в шоковом состоянии. Зданию нанесён серьёзный ущерб, все его жители эвакуированы в соседнюю школу. Это был первый раз, когда ХАМАС удалось поразить населённый район в центре страны.

### Восьмой день операции, 21 ноября
В ночь на 21 ноября ЦАХАЛ нанёс удар по зданию в г. Газа, в котором расположены офисы французского информационного агентства AFP и штаб разведки ХАМАС. Перед этим пресс-служба ЦАХАЛа призвала работающих в секторе Газа иностранных журналистов не находиться вблизи боевиков и объектов ХАМАС, поскольку он готов «использовать журналистов в качестве „живого щита“».
Днём в результате взрыва пассажирского автобуса в центре Тель-Авива был ранен 21 человек, из них один ранен тяжело, один средней тяжести, остальные ранены легко. Ответственность за теракт взяли на себя соперничающие с ХАМАС боевики «Бригады мучеников аль-Аксы» — военного крыла ФАТХа, организации Абу-Мазена и «Комитеты народного сопротивления».
ШАБАК задержал членов террористической группы, организовавших взрыв в тель-авивском автобусе. Ими оказались выходцы из палестинской деревни Бейт-Лакия на западе округа Биньямин. Для доставки взрывного устройства в Израиль члены группы завербовали израильского араба, жителя Тайбе — уроженца той же Бейт-Лакии, получившего израильский паспорт в рамках воссоединения семей. В сговоре с террористами, обманным путём, он использовал автомобиль своего работодателя, араба из Восточного Иерусалима, чтобы ввезти взрывное устройство в Израиль, и подложил его в автобус. После этого он позвонил руководителю, и тот привёл взрывное устройство в действие. Следствие продолжается.
Борис Ярмольник, 28 лет, старший лейтенант запаса, житель Нетании, получил тяжёлое ранение во время резервистской службы около сектора Газа. На следующий день он скончался в больнице «Сорока» от полученных ран.

## Вопрос перемирия
20 ноября ряд источников, в том числе Reuters со ссылкой на представителя ХАМАС, сообщили о том, что представители ХАМАС и Израиля на непрямых переговорах в Каире под патронажем президента Египта Мурси пришли к соглашению о временном прекращении огня, которое помимо прекращения взаимных обстрелов подразумевало частичное снятие блокады с Газы.
Согласно телеканалу «Аль-Джазира», соглашение включало в себя четыре пункта:
— Израиль прекращает «точечные ликвидации» лидеров движения ХАМАС;

— ХАМАС прекращает любые обстрелы Израиля;

— Израиль частично снимает блокаду с сектора Газа;

— Гарантом соблюдения режима прекращения огня станет Египет.

При этом представитель израильского правительства Марк Регев опроверг данную информацию. Но некоторые СМИ, ссылаясь на телеканал «Аль-Арабия», продолжали утверждать, что соглашение всё-таки подписано и вступит в силу в среду 21 ноября. Согласно израильскому ТВ-10, Израиль на 20 ноября не дал официального ответа на предложение египтян о прекращении огня. 21 ноября в Израиль для урегулирования конфликта прилетела Госсекретарь США Хиллари Клинтон.
21 ноября глава МИД Египта Мухаммед Кямиль Амр на совместной пресс-конференции с Госсекретарём США Хиллари Клинтон объявил о достижении соглашения о прекращении огня в секторе Газа с 21:00.

## Соглашение о прекращении огня
Полный текст соглашения о прекращении огня, подписанного 21.11.2012 в Каире представителями Израиля и ХАМАСа 

А. Израиль прекратит все враждебные действия в секторе Газа на земле, на суше и на море, включая вторжения и покушения на кого бы то ни было.

В. Все палестинские фракции прекратят все враждебные действия против Израиля из сектора Газа, включая ракетные обстрелы и любые нападения у границы.
С. Открытие блокпостов и упрощение передвижения людей и товаров, а также воздержание от ограничений на свободное передвижение и от стрельбы по жителям в пограничных районах и процедуры выполнения этих пунктов начнут обсуждаться через 24 часа после вступления в силу прекращения огня.
D. В случае необходимости будут обсуждаться и другие вопросы.
Механизм выполнения соглашения:
А. Устанавливается «час 0», с которого вступает в силу соглашение.
В. Египет получает от каждой стороны подтверждение её намерения выполнять соглашение.
С. Каждая сторона должна обязаться не совершать действий, нарушающих договоренности. В случае любых нарушений о них следует информировать Египет, который является спонсором соглашения.

### Реализация соглашения о прекращении огня
В 21:00 вступило в силу соглашение о прекращении огня. Израиль прекратил огонь начиная с этого часа. Спорадические ракетные обстрелы из сектора Газа продолжались ещё около двух часов и затем прекратились. Начиная с 23:00 установилась тишина. По словам пресс-секретаря Армии Обороны Израиля, армия приняла соглашение о прекращении огня как распоряжение высшего руководства и начала роспуск сил резервистов, призванных ею.
В рамках соглашения о прекращении огня, 24 ноября Израиль снял ряд ограничений, которым ранее подвергались рыбаки и крестьяне в секторе Газа. Крестьянам разрешено обрабатывать землю на приграничных участках рядом с забором безопасности, а рыбакам позволено выходить в открытое море на расстояние до 6 миль (ранее разрешалось лишь до 3 миль). Вместе с тем ЦАХАЛ оставляет за собой право реагировать на подозрительные действия в этих районах.
По сообщению агентства «Франс Пресс», во избежание инцидентов, ставящих под угрозу прекращение огня, ХАМАС ввёл полицию на территорию, прилегающую к границе с Израилем. Израильское телевидение сообщает, что полиция ХАМАС была введена после давления со стороны Египта, которому Израиль пожаловался на беспорядки у границы.

Ведущий мусульманский духовный авторитет Газы, муфтий Сулейман Аль-Дайя, 25 ноября издал фетву об обязательности соблюдения перемирия с Израилем, заключённого 21 ноября в Каире. Муфтий объявил:
Уважать перемирие, заключенное при помощи наших египетских братьев, — долг каждого из нас. Нарушить это перемирие — грех.
 Сулейман аль-Дайя пользуется в Газе большим авторитетом как среди членов ХАМАС, так и у исламистов-салафитов, которые выступают против примирения с Израилем.
28 ноября ЦАХАЛ изменил приказы об открытии огня на границе. Военнослужащим ЦАХАЛа запрещено стрелять на поражение в подозрительных людей, приближающихся к границе с Израилем. Отныне можно только действовать по уставу «задержание подозреваемых» и открывать огонь максимум по ногам. И это при том, что фермерам Газы теперь разрешено приближаться в границе на расстояние до 100 метров от пограничного забора, а не 300, как было до операции. Изменено и указание для реагирования на подозреваемых в запуске ракет. Если раньше можно было ликвидировать подозреваемых в планировании обстрела, то теперь стрелять по ним можно, только если станет очевидно, что боевики планируют действительно запустить ракету по Израилю, а не просто «занимаются с пусковыми установками».

## Завершение операции
Вечером 21 ноября в Иерусалиме на совместной пресс-конференции с министром иностранных дел Израиля Авигдором Либерманом и министром обороны Эхудом Бараком глава правительства Биньямин Нетаньяху объявил об окончании антитеррористической операции «Облачный столп».
Премьер-министр подчеркнул, что решение провести операцию было принято после того, как в течение последних месяцев резко возросло число нападений террористов из сектора Газа на израильских солдат и мирных граждан.
Террористы полагали, что мы будем избегать наступательных действий против них, но они ошибались. Мы ликвидировали их командиров и уничтожили тысячи ракет, нацеленных на израильский юг, а также большую часть ракет, направленных на центр Израиля. Мы разрушили инфраструктуру Хамаса"…

…Я знаю, что некоторые граждане ожидали ещё более мощной военной операции, и, возможно, она потребуется, но на данный момент Израиль должен использовать возможность достичь длительного прекращения огня. На премьер-министре лежит ответственность за принятие верных решений для гарантии безопасности в стране. Так я поступил и продолжу поступать.
Премьер-министр выразил также благодарность госсекретарю США Хиллари Клинтон и египетскому руководству за усилия по достижению прекращения огня. Он выразил благодарность министру обороны и министру иностранных дел за согласованную коллективную работу в ходе кризиса и отметил солидарность, проявленную представителями парламентской оппозиции.
Биньямин Нетаньяху дал высокую оценку действиям командования Армии Обороны Израиля и спецслужб за выдающиеся достижения, продемонстрированные в ходе операции. Он выразил соболезнования семьям израильских граждан, погибших в ходе операции, и пожелал скорейшего выздоровления раненым.

## Итоги
В течение первых 24 часов операции ЦАХАЛ нанёс удары по 227 целям в секторе Газа. Убиты не менее 13 боевиков, свыше 100 ранено. Система ПРО «Железный купол» в течение первых суток с момента начала операции сбила 87 ракет, летевших на израильские города. Ещё 138 ракет за тот же период упали на территории Израиля.
За первые 30 часов военной операции ЦАХАЛа в секторе Газа ВВС нанесли удары по 320 целям в секторе. Уничтожен ряд объектов военизированной инфраструктуры, в том числе подземные пусковые установки и склады иранских ракет «Фаджр». После залпа ракет, выпущенных по Гуш-Дану, ВВС Израиля за один только час провели 70 атак по целям в секторе.
Боевиками по населённым пунктам Юга Израиля были выпущены 242 ракеты. Около 130 из них были перехвачены системой «Железный купол».
156 ракет из общего числа были запущены в сторону Негева. В результате 1 человек получил тяжёлые ранения, 2 человека ранены легко.
86 ракет упали в районе Лахиша (к северу от Негева). От одной из этих ракет в Кирьят-Малахи погибли 3 человека, 6 человек ранено.
Одна ракета была выпущена по району Шфела и одна по Гуш-Дану. Обе они не привели к жертвам или ущербу.
Увеличение эффективности «Железного купола». В ходе операции зарегистрировано увеличение процента перехвата системой «Железный купол» ракет, угрожающих населённым районам Израиля, с 85 % до 87 %. Кроме того, усовершенствование системы позволило уменьшить необходимое количество ракет-перехватчиков вдвое. Если в первый год использования системы для того, чтобы сбить одну ракету, необходимо было две ракеты-перехватчика, то теперь достаточно одной, что было подтверждено в первые несколько дней операции.
За четыре дня военной операции на Израиль обрушилось 760 ракет, запущенных террористами.
Батареи системы ПРО «Железный купол» перехватили 267 ракет, 190 взорвались на пустырях и сельхозугодьях, только 29 упали на застроенной территории. РЛС системы проводит вычисление траектории и не выдаёт команду на перехват, если, согласно расчётам, ракета упадёт в ненаселённый район.
К утру шестого дня операции с начала операции ВВС нанесли удары по 1350 целям в секторе Газа.
Из всех ракет, упавших на территории Израиля, менее 4 % взорвались на застроенной территории.
310 ракет было перехвачено системой «Железный купол».
Через двое суток после окончания операции 23 ноября Россия отправила к берегам Газы отряд военных кораблей. В его состав входили ракетный крейсер «Москва», большой противолодочный корабль «Сметливый», большие десантные корабли «Новочеркасск» и «Саратов», морской буксир «МБ-304» и танкер «Иван Бубнов». Корабли направляются «в назначенный командованием район восточного Средиземноморья» и «должны быть готовы к эвакуации российских граждан из Газы, в случае обострения обстановки».

### Официальные итоги операции согласно израильской версии
Ракетные обстрелы Израиля и воздушные удары Израиля: 
За всю операцию 1506 ракет были выпущены из сектора Газа по Израилю, подавляющее большинство (по крайней мере 875 ракет (58 %)) взорвались на открытой местности.
58 ракет взорвалось в городских районах (3,8 %). ПРО «Железный купол» перехватил 421 ракету (84 %).
С израильской стороны по сектору Газа было нанесено более 1500 воздушных ударов, в том числе по командным и оперативным штабам, сотням подземных шахт для пуска ракет, 140 контрабандным и 66 военным туннелям. 26 мест для производства и хранения оружия были уничтожены. Уничтожены 30 боевиков из высшего командования.
На израильские государственные сайты было совершено более 44 миллионов хакерских атак.
Людские потери:
С израильской стороны:
6 израильтян погибли: 2 солдата и 4 гражданских, 239 ранено.
С палестинской стороны:
177 палестинцев были убиты, из них 120 боевиков, более 900 ранено.

### Официальные итоги операции согласно версии ХАМАС
25 ноября пресс-секретарь ХАМАС Тахер Аль-Нуну заявил журналистам, что
восьмидневная война против Израиля обошлась Газе в 1,2 млрд долларов. Прямой ущерб оценён в 542 млн долларов, а косвенные убытки составили 700 млн долларов. Полностью уничтожены 200 жилых домов, а 8000 частично. Полностью разрушены 42 нежилых здания, включая штаб-квартиру ХАМАС.

## Оказание помощи воюющим сторонам

### Помощь группировкам сектора Газа
22 ноября глава Корпуса Стражей Исламской революции Ирана генерал Мохаммад-Али Джаафари признал, что Иран оказал движению ХАМАС помощь в ускоренном производстве ракет большой дальности «Фаджр-5», использовавшихся в ходе вооружённого конфликта с Израилем. При этом Джаафари подчеркнул, что Иран не поставлял сектору Газа самого оружия.
Однако в этот же день глава политбюро ХАМАС Халед Машаль опроверг утверждения генерала и признал, что его организация получала оружие из Ирана несмотря на разногласия между Ираном и ХАМАС по вопросам, связанным с конфликтом в Сирии. Также Машаль заявил, что оружие поставлялось и рядом других стран.